# بن 10: بروتكتر أوف إرث
بن 10: بروتكتر أوف إرث (بالإنجليزية: Ben 10: Protector of Earth)‏ هي لعبة فيديو من نوع أكشن-مغامرات، صدرت في أكتوبر 30, 2007، وهي متوفرة على أجهزة بلاي ستيشن 2 ووي وبلاي ستيشن بورتبل ونينتندو دي إس. اللعبة من تطوير بلاي ستيشن 2 ومن نشر وارنر برذرز إنترآكتيف إنترتيمنت.

## روابط خارجية
- بن 10: بروتكتر أوف إرث على موقع IMDb (الإنجليزية)